# Skills Taylor
Antwon "Skills", Charles, Taylor est un personnage fictif de la série télévisée Les Frères Scott, interprété par Antwon Tanner.

## Histoire du personnage
Skills Taylor est né en 1988 à Tree Hill, en Caroline du Nord de Charles et Delilah Taylor. Il est le meilleur ami de Lucas Scott, avec qui il joue régulièrement au basket. Avec Micro, Fergie, Junk et Jimmy, ils forment une bande d’amis très soudée. Il mesure 1 m 68.

### Saison 1
Lorsque Lucas est engagé dans l’équipe des Ravens, Skills est le premier à l’encourager (par texto). À cause de ses nouvelles fonctions, Lucas devient moins présent pour ses amis. On ne voit donc absolument pas Skills dans la saison 1.

### Saison 2
Quand Karen apprend que Lucas a une maladie du cœur, elle demande à Skills d’arrêter de jouer avec lui au basket-ball, ce qu’il accepte.

### Saison 3
Quand Brooke organise le jeu de l’homme de rêve, Skills est choisi par Bevin, une pom-pom girl qui semble être une fille peu réfléchie. Ils commencent alors à sortir ensemble. Il est également pris en otage par Jimmy Edwards, en même temps que Haley et Nathan. 

### Saison 4
Skills est pris dans l’équipe des Ravens pour remplacer Lucas, qui doit arrêter le sport à cause de son cœur. Avec Nathan et Lucas (qui a finalement réintégré l’équipe), il mène l’équipe à la victoire lors du championnat d’État.

### Saison 5
Quatre ans plus tard, Skills est avec Lucas l'entraîneur des Ravens. Il ne sort plus avec Bevin. Il est en colocation avec Micro, Fergi et Junk. Il est très proche de Jamie, le fils de Nathan et Haley, qui l’appelle « Oncle Skills ». Le jour du mariage de Lucas et Lindsay, il perd de vue Jamie qui est alors kidnappé par Carrie, sa nounou. Même quand Jamie est retrouvé, Skills continue à s’en vouloir énormément. Il conseille également Peyton quand celle-ci revient à Tree Hill et découvre que Lucas a une nouvelle copine. Skills rencontre une femme sur Internet, qui s’avère être Debbie, la grand-mère de Jamie. Ils entretiennent alors une liaison secrète.

### Saison 6
Skills et Debbie mettent longtemps à avouer leur relation à leurs amis et famille. Nathan a d’abord du mal à l’accepter mais se fait finalement à l’idée. Debbie le quitte au bout de quelque temps, quand elle se rend compte qu’il voudra un jour fonder une famille et qu’elle n’en a plus envie. Il devient également entraîneur de l’équipe de basket de Jamie et technicien en sécurité pour bébé. À la fin de la saison, il se met en couple avec la maîtresse de Jamie, Lauren, grâce à l’aide de ce dernier.

### Saison 7
Micro souhaite que Skills quitte l’appartement afin qu’il puisse y vivre seul avec Millie. Skills ne veut pas et tous les deux débutent alors une série de blagues afin de faire fuir l’autre. Skills avoue finalement à Micro qu’il ne veut pas partir car il a encore peur de s’engager avec Lauren. Skills décroche un travail à l'autre bout du pays en tant que coordinateur sportif grâce à Julian. Lors de son retour, il apprend que son meilleur ami Micro aurait eu une liaison avec sa petite amie Lauren. Skills sera replié sur lui-même pendant quelques jours, mais se réconciliera avec son meilleur ami très vite.

### Saison 8
Skills est demeurant absent pendant le début de saison. On le verra quelques épisodes notamment à la fin et également lors du mariage de Brooke et Julian. Il est célibataire.

### Saison 9
Dans la dernière scène de la série nous apprenons que Skills sort de nouveau avec Bevin.